# Dobric (okręg Bistrița-Năsăud)
Dobric – wieś w Rumunii, w okręgu Bistrița-Năsăud, w gminie Căianu Mic. W 2011 roku liczyła 1124 mieszkańców.